# Rivendell
Rivendell (Síndarin: Ímladris) és un establiment èlfic de l'univers fictici de la Terra Mitjana descrit per J.R.R. Tolkien
Rivendell i Ímladris signifiquen "Vall Profunda de l'Escletxa". També és conegut com l'Última Llar a l'Est del Mar. Està situada al límit d'una gorja estreta del riu Bruinen, als peus de les Muntanyes Boiroses.
Va ser fundat per n'Élrond el Mig Elf durant la Segona Edat, quatre o cinc mil anys abans dels fets que es descriuen a El Senyor dels Anells, després de la caiguda del regne èlfic d'Èriador. Durant la seva existència va ser una casa d'acollida per a tots els pobles lliures de la Terra Mitjana.
Va ser a Rivendell on Bilbo Saquet es va retirar després del seu cent onzè aniversari, on es va educar Àragorn quan va quedar orfe, i on es va celebrar el Consell de n'Élrond per decidir què s'havia de fer amb l'Anell Únic.
Un cop derrotat Sàuron, n'Élrond va abandonar Rivendell cap a les Terres Immortals, però Cèleborn, Èlrohir i Èl·ladan s'hi van quedar a viure durant un temps més fins que finalment ells també van salpar des de les Rades Grises.